# Клецкая синагога
Клецкая (Больша́я) синагога — несохранившаяся синагога в Клецке в районе современной улицы Гагарина (ранее Виленская, Жидовская). Всего в Клецке было построено, как минимум, три синагоги.

## История
Первые евреи поселились в Клецке в XVI веке. Так, Клецк указан в послании властей Великого княжества Литовского (1529 год), как населенный пункт, где существуют еврейские общины.
В 1623 году клецкий кагал стал частью пинского кагального округа (постановление Литовского ваада). На 1766 год клецкий кагал насчитывал 29 плательщиков.
В первой половине XVIII века в Клецке был построен бет-мидраш, а в 1796 году была основана главная синагога. По данным переписи на 1847 год в Клецке проживало 2138 евреев, а в 1897 году — 3415. Это составляло 72,9 % от всего населения города.
В начале XX века в Клецке действовали:
- Общество пособия бедным евреям
- Мужское частное еврейское училище
- Три синагоги

Иешива Эц Хаим переехала в Клецк из Слуцка в 1921 году. Строительство иешивы длилось с 1927 года по 1929.

## Главные раввины Клецка[1]
- До 1762 года — Михаэль Эйзенштадт
- с 1762 по 1795 год — Моше Эйзенштадт
- с 1860 года — Эли‘эзер-Залман Граевский
- с 1876 года — Эли‘эзер Страшун

## Архитектура
Основу объемно-пространственного решения синагоги создавало традиционное вместительное прямоугольное помещение. Вход со стороны улицы приводил в углубленный в землю полуцокольный этаж. Организация входа с углублением и понижением уровня поля, как уже отмечалось, одна из давних традиций синагогальной архитектуры. С помощью угловых и простеночных пилястр все четыре стены синагоги разделялись на три части, средняя была шире остальных. На уровне цокольного этажа, на главном фасаде размещался ряд небольших прямоугольных окон: два в левой части, два окна и входная дверь в средней и одно окно в правой части. Вход был обозначен арочным сандриком. Более окон в стенах на уровне цокольного яруса не было.
На уровне второго яруса в глубоких нишах толстых стен располагались окна с лучковым завершением: по три в каждой стене. Стены увеличивались широким карнизом, напоминая по характеру профиля дорический ордер. Левый угол здания со стороны двора был украшен мощными контрфорсами с проемами для прохода. Очевидно, что контрфорсы здесь являлись частью каменной ограды и каких-то пристроек.
Двускатная стропильная крыша синагоги размещалась между двумя криволинейными высокими фронтонами, играющими главную роль в формировании архитектурного образа здания. Гибкий профиль фронтонов подчеркнут карнизным оточением. Овальное слуховое окно дополняет динамику круглых линий фронтонов. Краеведы конца XIX века отмечали, что фронтон главного фасада был украшен геральдической эмблематикой Радзивиллов. На фотографии 20-х годов на фронтоне главного фасада просматриваются нарисованные на штукатурке рамы вокруг окна со стрелами по углам. Клецкая синагога была уничтожена в годы Великой Отечественной войны.
— Локотко А.И.